# Río Quibú
El río Quibú es un curso fluvial cubano que recorre 11 kilómetros del oeste de la isla. Nace en el Municipio Boyeros, al sur de la Provincia de La Habana y fluye hacia el noroeste, desembocando en el reparto náutico, municipio Playa, frente al estrecho de Florida. Transita por la llanura Habana-Matanzas, a 75 metros de altitud.
Actúa como un suplemento de agua dulce para La Habana. Sus aguas se utilizan para el riego de pastos y frutales. Su último tramo atraviesa y corta a la mitad el municipio Playa, siendo también la frontera natural que divide los municipios de Marianao y La Lisa. El ancho de su desembocadura es de 15 metros.